# Oued Alleug
Oued Alleug, ou Oued El Alleug, en tamazight de l'Atlas blidéen : Wed Lɛellayeg, tifinagh : ⵡⴻⴷ ⵍⵄⴻⵍⵍⴰⵢⴻⴳ est une commune de la wilaya de Blida en Algérie.

## Géographie

### Localisation
La commune d'Oued Alleug est située au nord de la wilaya de Blida, à environ 10 km au nord-ouest de Blida et à environ 44 km au sud-ouest d'Alger et à environ 35 km au nord de Médéa
| Mouzaïa | Koléa (Wilaya de Tipaza) | Benkhelil  |
| Mouzaïa | Oued Alleug              | Beni Tamou |
| Chiffa  | Blida                    | Beni Tamou |

### Localités de la commune
Lors du découpage administratif de 1984, la commune de Oued El Alleug est constituée à partir des localités suivantes :
- Oued El Alleug
- Ben Salah
- Sidi Yahia
- Ben Nehal
- Cité communale
- Cité des Cinq Palmiers
- Cité du ler Novembre

## Évolution démographique
| 1873  | 1977 | 1987 | 1998 | 2008 |
| ----- | ---- | ---- | ---- | ---- |
| 2 700 | -    | -    | -    | -    |